# Daydreaming (canción de Radiohead)
«Daydreaming» (en español: soñar despierto) es una canción de Radiohead. Fue publicada a modo de descarga digital el 6 de mayo de 2016 como segundo sencillo de A Moon Shaped Pool, el noveno álbum de la banda. El tema fue acompañado de un video musical dirigido por Paul Thomas Anderson.

## Música y letra

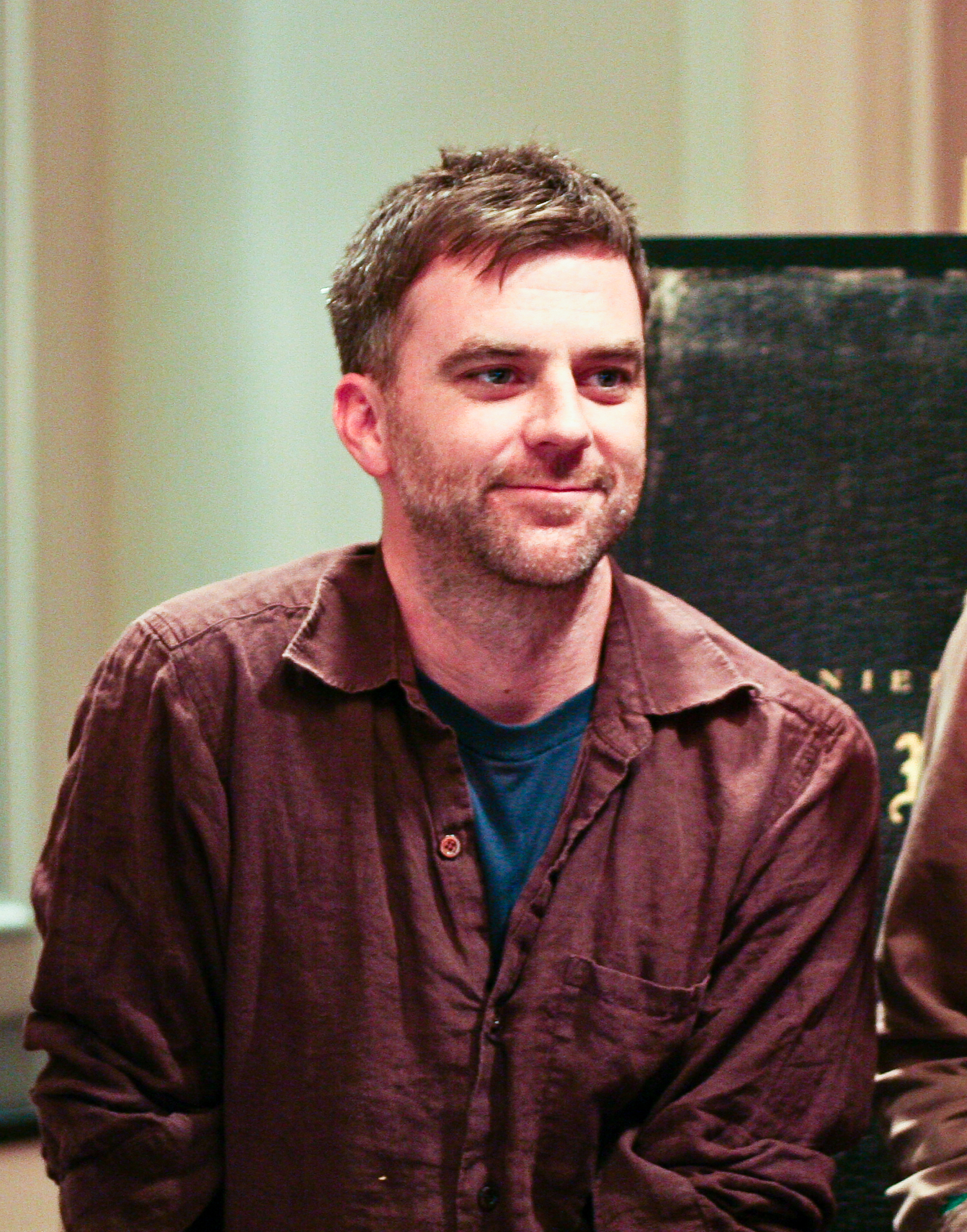
El cineasta Paul Thomas Anderson dirigió el video de «Daydreaming».

«Daydreaming» es descrita por la crítica como una canción ambient con un piano «simple, triste», backmasking vocal «escalofriante», y elementos electrónicos y orquestales. El tema acaba con unas voces invertidas, deformadas y desaceleradas; cuando son escuchadas de forma invertida la letra resulta difícil de descifrar, aunque Yorke parece decir, según diferentes versiones, «Half of my life» ('Mitad de mi vida'), «I've found my love» ('He encontrado mi amor'), o «Every minute, half of my love» ('cada minuto, mitad de mi amor'). Varios críticos creen que las mismas hacen referencia a la separación de Thom Yorke de su pareja Rachel Owen, con la que mantuvo una relación durante 23 años.

## Videoclip

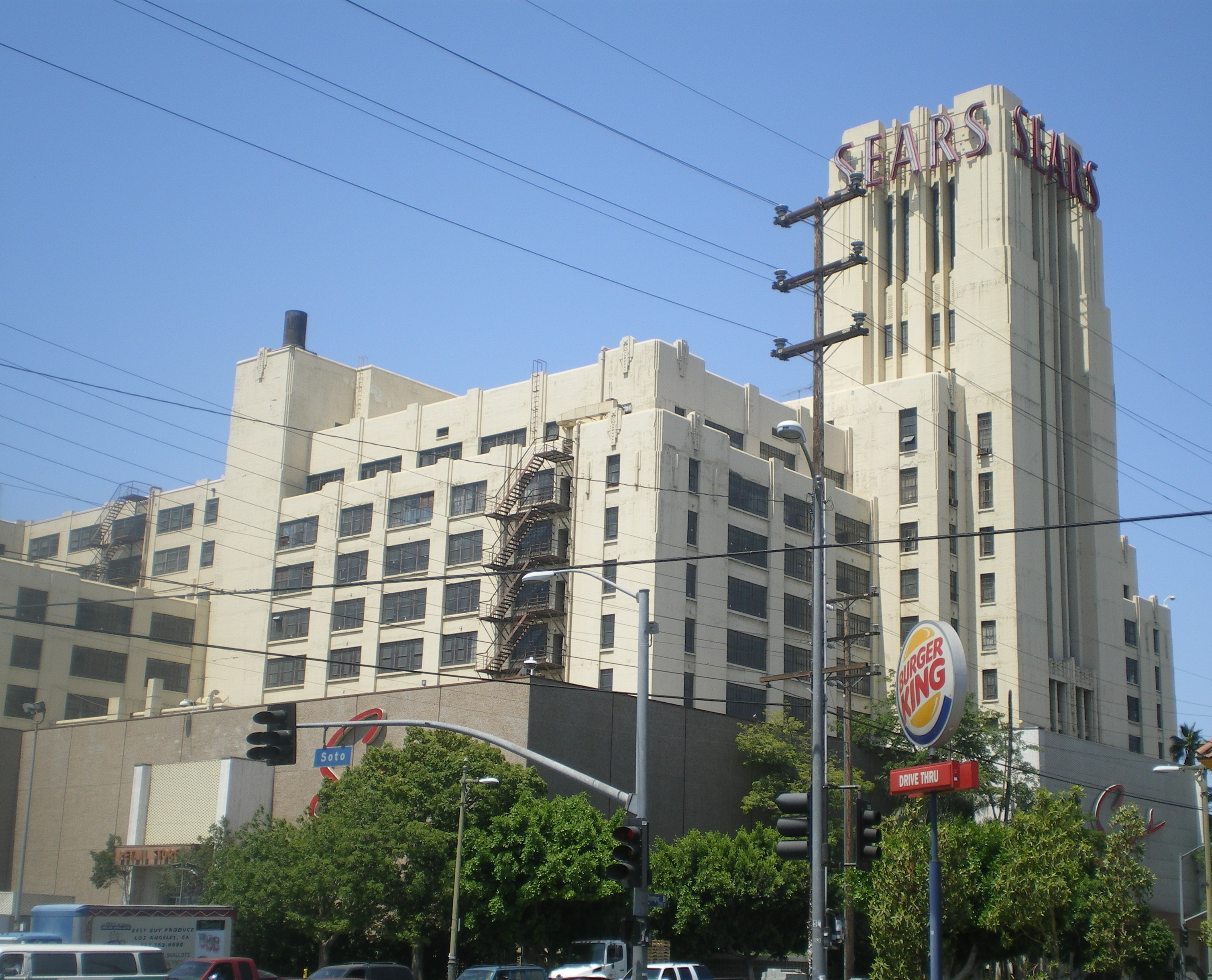
Sears, Roebuck & Company Mail Order Building de Boyle Heights, uno de los lugares donde se rodó el video de «Daydreaming».

El video musical de «Daydreaming» fue dirigido por Paul Thomas Anderson, director para el que el miembro de Radiohead Jonny Greenwood ha compuesto varias bandas sonoras, y se filmó en varias localizaciones cercanas a Los Ángeles. El video está protagonizado por Thom Yorke, cantante de la banda, que camina a través de una serie de puertas, pasillos y escaleras, que lo llevan a varias localizaciones desconectadas, como un hotel, un hospital, una lavandería, una tienda de conveniencia, un bosque, una playa, un ascensor de carga y un parking del edificio abandonado Sears, Roebuck & Company Mail Order Building de Boyle Heights, varias casas suburbanas, o una biblioteca. Finalmente escala una montaña nevada, donde entra a una caverna en la que hay una hoguera. El mismo parking del edificio Sears, Roebuck & Company Mail Order Building de Boyle Heights que aparece en el videoclip, fue vuelto a usar poco después de forma similar en el video del tema «Misery» de Gwen Stefani.

## Promoción y lanzamiento
«Daydreaming» fue compartido en forma de descarga digital el 6 de mayo de 2016 como segundo sencillo del álbum A Moon Shaped Pool. Igualmente fue acompañado del videoclip del mismo, dirigido por Paul Thomas Anderson. Simultáneamente Radiohead anunció que el nuevo álbum se podría descargar el 8 de mayo a las 19:00, hora inglesa, y estaría disponible en formato físico el 17 de junio. Varios cines estadounidenses proyectaron posteriormente el video de «Daydreaming» después de que Anderson y la banda les enviaran copias en 35 mm del mismo con una etiqueta que indicaba «Hemos hecho una película, aquí está. ¡Nos haría felices que la proyectaran!».

## Listado de canciones

### Descarga digital
| Lanzamiento digital |               |          |  |
| N.º                 | Título        | Duración |  |
| 1.                  | «Daydreaming» | 6:24     |  |